# Emil Pahlke

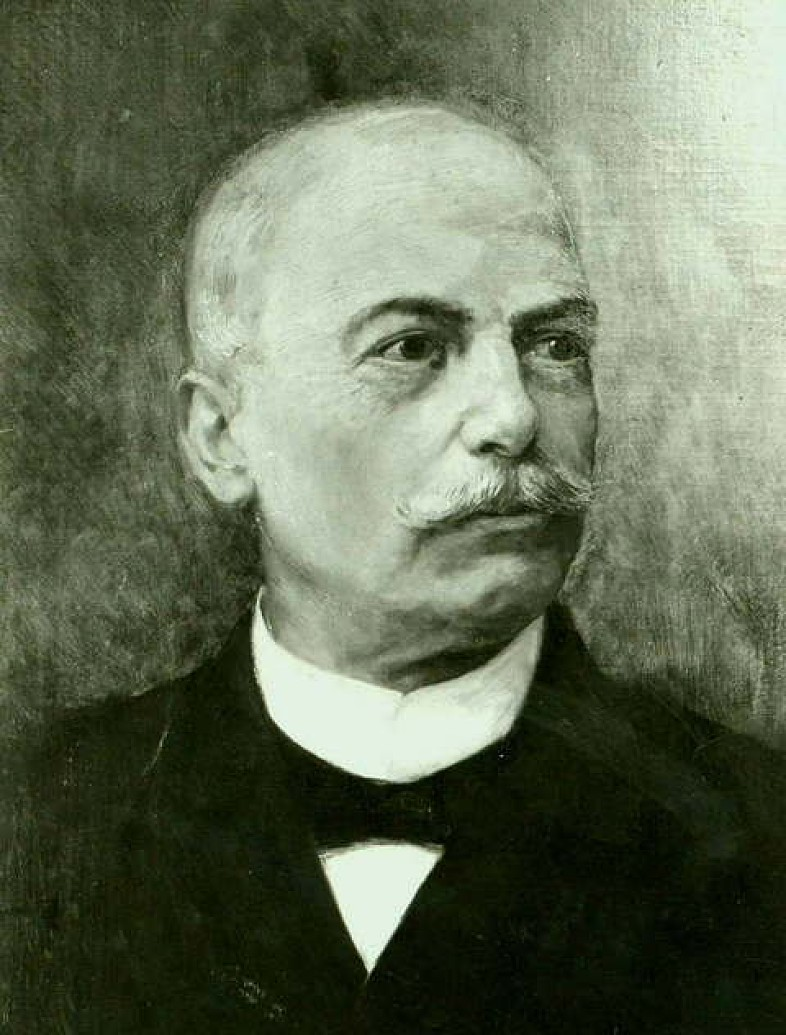
Emil Pahlke

Emil Pahlke (* 1828 in Emmerich; † 25. Januar 1893) war Bürgermeister in mehreren Orten des Regierungsbezirks Düsseldorf in der preußischen Rheinprovinz.

## Leben
Pahlke wurde, nachdem Sonnborn (gehört heute zu Wuppertal) als selbstständige Gemeinde 1867 von Haan abgetrennt und als Bürgermeisterei Sonnborn erhoben wurde, deren erster Bürgermeister 1868. Seine Amtszeit in Sonnborn ging bis 1871 und er wechselte in das Bürgermeisteramt nach Kettwig (heute zu Essen), sein Nachfolger wurde Gottfried Eschmann (1834–1890). Am 4. Januar 1877 wurde er dann Bürgermeister von Rheydt (heute zu Mönchengladbach) und erhielt ab 1889 den Titel Oberbürgermeister.
Der Verwaltungsjurist Reinhard Pahlke (1866–1937) war sein Sohn.

## Auszeichnungen und Ehrungen
Nach ihm wurde 1935 die Pahlkestraße im Wuppertaler Stadtbezirk Elberfeld-West benannt. Zur Zeit der Bürgermeisterei Sonnborn lag die Straße auf Sonnborner Gebiet.
Eine weitere Pahlkestraße existiert in Mönchengladbach-Rheydt; das dort befindliche, 1966 errichtete Stadtbad wird auch als Pahlkebad bezeichnet.